# Toxicodendron bimannii
Toxicodendron bimannii är en sumakväxtart som beskrevs av Barbhuiya. Toxicodendron bimannii ingår i släktet Toxicodendron och familjen sumakväxter. Inga underarter finns listade i Catalogue of Life.